# Charlotte Bunch
Charlotte Bunch (West Jefferson, Carolina del Norte, 13 de octubre de 1944) es una autora feminista estadounidense y activista de movimientos por los derechos de las mujeres y los derechos humanos. Bunch es actualmente directora fundadora y académica principal del Centro para el Liderazgo Global de la Mujer en la Universidad Rutgers en New Brunswick, Nueva Jersey. También es una profesora distinguida en el Departamento de Estudios de la Mujer y de Género en Rutgers.

## Biografía
Bunch, hija de Marjorie Adelaide (King) Bunch y de Charles Pardue Bunch, nació en West Jefferson, Carolina del Norte. Ese mismo año, su familia se mudó a Artesia, Nuevo México. Asistió a escuelas públicas en Artesia antes de matricularse en la Universidad Duke en 1962.
Se especializó en Historia en Duke y se graduó magna cum laude en 1966. Participó en muchos grupos como la Asociación Cristiana de Mujeres Jóvenes y el Movimiento Estudiantil Metodista. Bunch participó en sesiones de oración organizadas por el Movimiento Estudiantil Metodista de la Universidad Duke, pero luego se tomó un descanso del cristianismo debido a la homofobia dentro de la religión.
Ha sido extremadamente activa en movimientos políticos durante décadas y es abiertamente lesbiana. Encontró inspiración para ser activista de los derechos humanos y de los derechos de las mujeres a través de la consideración de su familia de que el activismo son buenas obras.

## Carrera profesional
Poco después de graduarse de la Universidad Duke, Bunch se convirtió en delegada juvenil en la Conferencia sobre Iglesia y Sociedad del Consejo Mundial de Iglesias en Ginebra, Suiza. Ese mismo año se convirtió en presidenta del Movimiento Cristiano Universitario en Washington D. C. por un año.
Después de este puesto, Bunch se convirtió en becaria del Instituto de Estudios Políticos en Washington D. C., y fundó las publicaciones de Washington D. C., Women's Liberation and Quest: A Feminist Quarterly.
Inspirándose en el nacionalismo negro, Bunch participó en la fundación de The Furies Collective, un grupo que publicó su primer periódico, The Furies, en enero de 1972. El objetivo era dar voz al separatismo lésbico. Si bien el colectivo solo sobrevivió durante aproximadamente un año, el hogar del Colectivo Furias más tarde fue nombrado el primer hito histórico relacionado con lesbianas en Washington D. C. y se convirtió en el primer sitio lésbico en el Registro Nacional de Lugares Históricos.
En 1977, Bunch se convirtió en asociada del Instituto de Mujeres para la Libertad de Prensa (WIFP). WIFP es una organización editorial estadounidense sin ánimos de lucro. La organización trabaja para aumentar la comunicación entre mujeres y conectar al público con medios de comunicación basados en la mujer. Participó y facilitó numerosos talleres y conferencias internacionales y, de 1979 a 1980, fue consultora de la secretaría de la Conferencia Mundial para la Década de las Naciones Unidas sobre la Mujer, organizada por el WIFP.
En 1989, fundó el Centro para el Liderazgo Global de la Mujer en Douglass College, Universidad Rutgers, del cual sigue siendo directora fundadora y académica principal. Radhika Balakrishnan la sucedió como directora ejecutiva en septiembre de 2009.
El Centro para el Liderazgo Global de la Mujer (CWGL) presionó a las Naciones Unidas ya la comunidad internacional para que vieran los derechos de la mujer como una cuestión de derechos humanos. CWGL es un componente de la Campaña de Reforma de la Arquitectura de Igualdad de Género (GEAR), que trabaja para el establecimiento de una nueva Entidad de Género de las Naciones Unidas que trabaja por la igualdad para todas las mujeres del mundo. Bunch ha sido una voz importante para esta campaña. La entidad de género finalmente se creó después de cuatro años de incidencia el 2 de julio de 2010 y se denominó ONU Mujeres.
En su simposio del vigésimo aniversario el 6 de marzo de 2010, después de desarrollar paneles de discusión sobre cuerpo, economía y movimiento, CWGL organizó un homenaje a su fundadora, Charlotte Bunch, que había su cargo el 1 de septiembre de 2009 pasando del papel de directora ejecutiva a trabajar con CWGL como directora fundadora y académica principal. Los asistentes vieron un breve adelanto del documental Passionate Politics: The Life & Work of Charlotte Bunch (2011), dirigido por Tami Gold, que narra el compromiso personal y político de toda la vida de Bunch con los derechos humanos de las mujeres.
El Centro para el Liderazgo Global de la Mujer lanzó el Fondo Charlotte Bunch de Oportunidades Estratégicas de Derechos Humanos de la Mujer en reconocimiento a sus contribuciones al movimiento mundial de derechos humanos de la mujer.
Ha formado parte de las juntas directivas de numerosas organizaciones y actualmente es miembro del Comité Asesor de la División de Derechos de la Mujer de Human Rights Watch y de las juntas directivas del Fondo Mundial para la Mujer y el Consejo Internacional sobre Políticas de Derechos Humanos. Ha sido consultora de muchos organismos de las Naciones Unidas y recientemente trabajó en el Comité Asesor para el Informe de 2006 del Secretario General a la Asamblea General sobre la Violencia contra la Mujer. También ha expresado su apoyo a la Campaña para el Establecimiento de una Asamblea Parlamentaria de las Naciones Unidas, una organización que hace campaña por la reforma democrática en las Naciones Unidas.

## Premios y reconocimientos

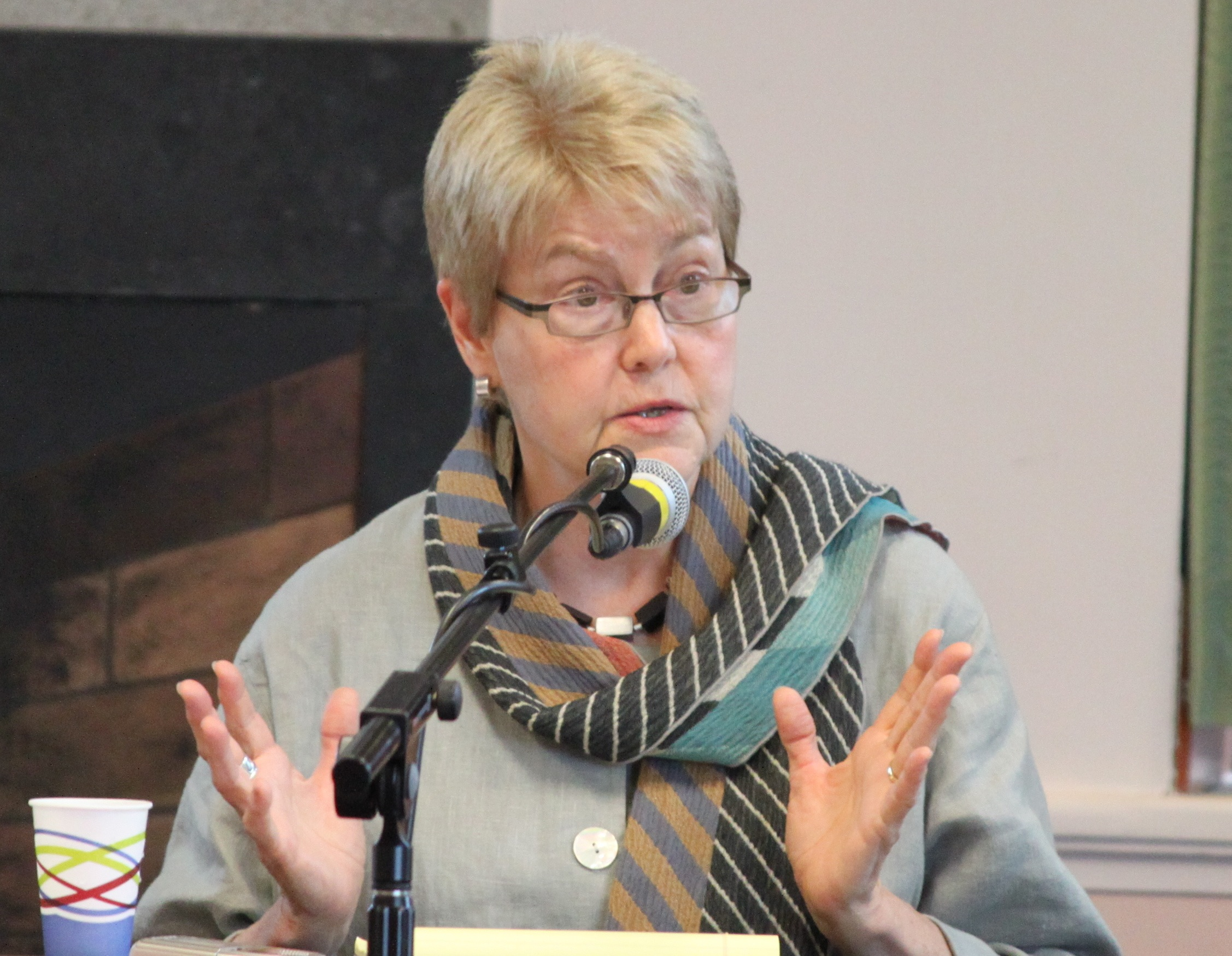
Bunch en 2011

En octubre de 1996, Bunch fue incluida en el Salón Nacional de la Fama de la Mujer. En diciembre de 1999, el presidente de los Estados Unidos, Bill Clinton, la seleccionó para recibir el Premio Eleanor Roosevelt de Derechos Humanos . Recibió el "Premio Mujeres que marcan la diferencia" del Consejo Nacional de Investigación sobre la Mujer en 2000, y fue honrada como una de las "21 Líderes para el siglo XXI" por Women's eNews en 2002, y también recibió el "Consejo de Trustees Awards for Excellence in Research" en 2006 en la Universidad Rutgers.
- Premio Joyce Warshow Lifetime Achievement Award 2008 SAGE (Servicios y defensa para ancianos LGBT)
- 2008 Rutgers College Clase de 1962 Premio Presidencial al Servicio Público Rutgers, Universidad Estatal de Nueva Jersey
- 2007 Título honorario de Doctor en Derecho Universidad de Connecticut
- 2006 Premio de la Junta de Síndicos a la Excelencia en Investigación Rutgers, Universidad Estatal de Nueva Jersey
- 2004 Presidenta honoraria del Día de las Naciones Unidas en Nueva Jersey designado por el gobernador de Nueva Jersey
- 2002 Junta de Gobernadores Profesor de Servicio Distinguido Beneficiario Rutgers, Universidad Estatal de Nueva Jersey
- 2002 Premio Mujeres que Marcan la Diferencia Foro Internacional de Mujeres
- 2002 21 líderes para las noticias de mujeres del siglo XXI
- 2001 Premio Spirit of American Women Girls Incorporated of Central New York
- 2000 Premio Mujeres que Marcan la Diferencia Consejo Nacional de Investigaciones sobre la Mujer
- 1999 Mujeres de la Iglesia Unidas Premio de Derechos Humanos Mujeres de la Iglesia Unidas
- 1999 Premio Eleanor Roosevelt de Derechos Humanos Presidente William Jefferson Clinton
- 1998 Premio de Reconocimiento del Programa de Becas Hubert H. Humphrey al Centro para el Liderazgo Global de la Mujer por parte del Departamento de Planificación Urbana y Desarrollo de Políticas, Universidad de Rutgers, Universidad Estatal de Nueva Jersey
- Premio de 1997 en reconocimiento a su "trabajo educativo y organizativo internacional en la lucha contra la violencia contra la mujer" al Centro para el Liderazgo Global de la Mujer por el Centro para la Educación contra la Violencia
- 1996 Inducción al Salón Nacional de la Fama de la Mujer
- 1993 Feminista del Año al Centro para el Liderazgo Global de Mujeres por la Fundación Feminist Majority
- 1992 Premio Mujer Ingeniosa
- 1987 Premio Jessie Bernard Wise Woman Centro de Estudios de Políticas de la Mujer[26]

## Obras selectas
Bunch ha escrito y editado muchos trabajos que se centran en los derechos de las mujeres y los derechos humanos. Los artículos de Charlotte Bunch se pueden encontrar en la Biblioteca Arthur y Elizabeth Schlesinger sobre la Historia de la Mujer en América, en el Instituto Radcliffe. Los artículos de Bunch, 1950–1988 se encuentran en la Biblioteca Schlesinger de Radcliffe College.

### Libros
Lista parcial de títulos publicados:
- A Broom of One's Own. Washington: Washington Women's Liberation. 1970. OCLC 2292078.
- Lesbianism and the Women's Movement. Baltimore, Md.: Diana Press. 1975. ISBN 978-0-884-47006-9. OCLC 1365238.
- Building Feminist Theory: Essays from QUEST, a Feminist Quarterly. New York, N.Y.: Longman. 1981. ISBN 978-0-582-28210-0. OCLC 256686819.
- Feminism in the 80's: Facing Down the Right. Denver, Colo.: Inkling Press. 1981. OCLC 9868505.
- Passionate Politics: Essays, 1968–1986: Feminist Theory in Action. New York: St. Martin's Press. 1987. ISBN 978-0-312-00667-9. OCLC 15196697.
- Transforming the Faiths of our Fathers: Women who Changed American Religion. New York: Palgrave Macmillan. 2004. ISBN 978-1403964601.
- Feminismo internacional: trabajo en red contra la esclavitud sexual femenina. Informe sobre el Taller Feminista Global contra la Trata de Mujeres, editado con Barry y Castley. Nueva York: Centro Tribuno Internacional de la Mujer, 1984. (También publicado en francés por Nouvelles Questions Feministes, París, 1985; y en español por CIPAF, Santo Domingo, 1985. )

Lista selecta de más de 250 artículos publicados:
- “Feminism, Peace, Human Rights, and Human Security”, Canadian Women's Studies/Les Cahiers de la Femme, Universidad de York, Canadá, número especial sobre “Mujeres y construcción de la paz”, Vol. 22, No. 2, 2003.
- “Derechos humanos y seguridad de las mujeres en la era del terror”, Nada sagrado: las mujeres responden al fundamentalismo religioso y al terror, Betsy Reed (ed. ), Nueva York: Nation Books, 2002. (Versión más corta publicada como “Whose Security”, The Nation, Vol. 275, Número 9, 23 de septiembre de 2002. )
- “Los derechos humanos en la intersección de la raza y el género”, Mujeres en la intersección: derechos, identidades y opresiones indivisibles, Rita Raj con Charlotte Bunch y elmira Nazombe (eds. ), NJ: Centro para el Liderazgo Global de la Mujer, 2002.
- “Liderazgo de las mujeres: ¿Por qué debería importarte?” Power for What: National Dialogue on Educating Women for Leadership, NJ: Institute for Women's Leadership, No. 2, mayo de 2002.
- “Los derechos humanos como base para una sociedad compasiva”, Hacia una sociedad compasiva, Mahnaz Afkhami (ed. ), Washington, DC: Asociación de Mujeres para el Aprendizaje, 2002.
- “Redes internacionales por los derechos humanos de las mujeres”, Global Citizen Action, Michael Edwards y John Gaventa (eds. ), CO: Westview, 2001.
- “Los derechos de las mujeres son derechos humanos después del 11 de septiembre”, inglés/español en Lola Press: Revista Internacional Feminista, No. 16 de noviembre de 2001; (También publicado en alemán en Leben Heist Frei Sein Dokumentation Internationaler Kongress, Berlín: Terre Des Femmes y Friedrich Ebert Stiftung, octubre de 2001).

## Otras lecturas
- Hartmann, Heidi I. (interviewer) (Summer 1996). «Bringing together feminist theory and practice: a collective interview». Ellen Bravo, Charlotte Bunch, Nancy Hartsock, Roberta Spalter-Roth, Linda Williams and Maria Blanco. Signs 21 (4): 917-951. doi:10.1086/495126.